# 양성면
양성면(陽城面)은 대한민국 경기도 안성시의 면이다. 본래 양성군의 중심이 된 지역이었다.

## 개요
- 고구려 시대에는 사복홀沙伏忽 혹은 사파흘沙巴乙이라 했다. * 신라시대 경덕왕 16 (757년) 때는 적성(赤城)으로 고쳐 백성군(白城郡)의 영현이 되었다.[1]
- 고려시대 고려초인 태조 23(940년)에는 양성현이 되었고 현종 9(1018년) 수주(현 수원)의 속현이 되었다, 고려 명종 5(1175년) 때 감무를 두었다.
- 조선 태종 13년 현감을 두었고 충청도로부터 경기도로 이관하였다.
- 1914년 조선총독부령에 행정구역 폐합으로 인하여 양성군(陽城郡)의 읍내면, 송오리면, 지동면, 덕산면 일부 용인군 고삼면 일부를 병합하여 양성면으로 격하, 개칭하였다.[2]

## 행정 구역
- 구장리(舊場里)
- 난실리(蘭室里)
- 노곡리(老谷里)
- 덕봉리(德峰里)
- 도곡리(桃谷里)
- 동항리(東恒里)
- 명목리(名木里)
- 미산리(美山里)
- 방신리(芳新里)
- 방축리(防築里)
- 산정리(山井里)
- 삼암리(三岩里)
- 석화리(石花里)
- 이현리(梨峴里)
- 장서리(長西里)
- 조일리(照日里)
- 추곡리(楸谷里)
- 필산리(筆山里)

## 교육
- 양성초등학교
- 미곡초등학교
- 양성중학교

## 관광
- 미리내 마을
- 미리내 성지
- 운수암